# Seinsheim
Seinsheim è un comune tedesco di 1 075 abitanti, situato nel land della Baviera.